# HD 72945
HD 72945，又名BD+07 1997，SAO 116929、HR 3395，是一颗恒星，视星等为5.99，位于銀經219.12，銀緯26.2，其B1900.0坐标为赤經8h 30m 32s，赤緯+6° 26.2′ 8″。